# Olympische Sommerspiele 1936/Ringen – Griechisch-römischer Stil Federgewicht (Männer)
Das griechisch-römische Ringen im Federgewicht bei den Olympischen Sommerspielen 1936 wurde vom 6. bis 9. August in der Deutschlandhalle ausgetragen. Pro Nation durfte maximal ein Athlet antreten. Die Gewichtsklasse war auf bis zu 61 kg begrenzt.
Der Wettbewerb wurde nach einem Ausscheidungssystem mit Minuspunkten ausgetragen. In jeder Runde hatte jeder Athlet einen Kampf. Bei ungerader Anzahl an Athleten, hatte ein Athlet ein Freilos. Der Verlierer eines Kampfes erhielt 3 Minuspunkte, wenn er durch einen Schultersieg seines Gegner unterlag oder mit 0:3 Punkten den Kampf verlor. Zwei Minuspunkte erhielt der Athlet bei einer Niederlage von 1:2 Punkten. Der Sieger erhielt einen Minuspunkt, wenn er nach Punkten gewann, und 0 Minuspunkte, wenn der Sieg durch Schultersieg erfolgte. Am Ende jeder Runde wurde jeder Athlet mit mehr als 4 Minuspunkten eliminiert.

## Zeitplan
| Datum          | Runde                   |
| -------------- | ----------------------- |
| 6. August 1936 | Runde 1                 |
| 7. August 1936 | Runde 2 Runde 3         |
| 8. August 1936 | Runde 4                 |
| 9. August 1936 | Runde 5 Runde 6 Runde 7 |

## Ergebnisse

### Runde 1
| Sieger             | Nation             | Art des Sieges          | Verlierer           | Nation         |
| ------------------ | ------------------ | ----------------------- | ------------------- | -------------- |
| Einar Karlsson     | Schweden           | Schultersieg            | Ernst Lehmann       | Schweiz        |
| Henryk Szlązak     | Polen              | Schultersieg            | Gyula Móri          | Ungarn         |
| František Janda    | Tschechoslowakei   | Punkteentscheidung, 2–1 | Tomo Šestak         | Jugoslawien    |
| Sebastian Hering   | Deutsches Reich    | Schultersieg            | Ion Horvath         | Rumänien       |
| Eugéne Kracher     | Frankreich         | Punkteentscheidung, 3–0 | Norman Morrell      | Großbritannien |
| Aarne Reini        | Finnland           | Punkteentscheidung, 3–0 | Erich Fincsus       | Österreich     |
| Krisjānis Kundziņš | Lettland           | Schultersieg            | August Scherpenisse | Belgien        |
| Valentino Borgia   | Königreich Italien | Punkteentscheidung, 3–0 | Nikolaos Biris      | Griechenland   |
| Yaşar Erkan        | Türkei             | Schultersieg            | Robert Nielsen      | Dänemark       |
| Hideichi Yoshioka  | Japan              | Freilos                 |                     |                |

| Rang | Athlet               | Nation             | Minuspunkte |
| ---- | -------------------- | ------------------ | ----------- |
| 1    | Yaşar Erkan          | Türkei             | 0           |
| 1    | Sebastian Hering     | Deutsches Reich    | 0           |
| 1    | Einar Karlsson       | Schweden           | 0           |
| 1    | Krisjánis Kundsinsch | Lettland           | 0           |
| 1    | Henryk Slazak        | Polen              | 0           |
| 1    | Hideichi Yoshioka    | Japan              | 0           |
| 7    | Valentino Borgia     | Königreich Italien | 1           |
| 7    | František Janda      | Tschechoslowakei   | 1           |
| 7    | Eugéne Kracher       | Frankreich         | 1           |
| 7    | Aarne Reini          | Finnland           | 1           |
| 11   | Tomo Šestak          | Jugoslawien        | 2           |
| 12   | Nikolaos Biris       | Griechenland       | 3           |
| 12   | Erich Fincsus        | Österreich         | 3           |
| 12   | Ion Horvath          | Rumänien           | 3           |
| 12   | Ernst Lehmann        | Schweiz            | 3           |
| 12   | Gyula Móri           | Ungarn             | 3           |
| 12   | Norman Morrell       | Großbritannien     | 3           |
| 18   | August Scherpenisse  | Belgien            | 3 (WD)      |
| 18   | Robert Nielsen       | Dänemark           | 3 (WD)      |

### Runde 2
| Sieger           | Nation             | Art des Sieges          | Verlierer            | Nation           |
| ---------------- | ------------------ | ----------------------- | -------------------- | ---------------- |
| Einar Karlsson   | Schweden           | Punkteentscheidung, 3–0 | Hideichi Yoshioka    | Japan            |
| Henryk Slazak    | Polen              | Schultersieg            | Ernst Lehmann        | Schweiz          |
| Gyula Móri       | Ungarn             | Schultersieg            | Tomo Šestak          | Jugoslawien      |
| Ion Horvath      | Rumänien           | Punkteentscheidung, 3–0 | František Janda      | Tschechoslowakei |
| Sebastian Hering | Deutsches Reich    | Schultersieg            | Norman Morrell       | Großbritannien   |
| Aarne Reini      | Finnland           | Schultersieg            | Eugéne Kracher       | Frankreich       |
| Nikolaos Biris   | Griechenland       | Schultersieg            | Erich Fincsus        | Österreich       |
| Valentino Borgia | Königreich Italien | Punkteentscheidung, 3–0 | Krisjánis Kundsinsch | Lettland         |
| Yaşar Erkan      | Türkei             | Freilos                 |                      |                  |

| Rang | Athlet               | Nation             | Minuspunkte |
| ---- | -------------------- | ------------------ | ----------- |
| 1    | Yaşar Erkan          | Türkei             | 0           |
| 1    | Sebastian Hering     | Deutsches Reich    | 0           |
| 1    | Henryk Slazak        | Polen              | 0           |
| 4    | Einar Karlsson       | Schweden           | 1           |
| 4    | Aarne Reini          | Finnland           | 1           |
| 6    | Valentino Borgia     | Königreich Italien | 2           |
| 7    | Nikolaos Biris       | Griechenland       | 3           |
| 7    | Krisjánis Kundsinsch | Lettland           | 3           |
| 7    | Gyula Móri           | Ungarn             | 3           |
| 7    | Hideichi Yoshioka    | Japan              | 3           |
| 11   | Ion Horvath          | Rumänien           | 4           |
| 11   | František Janda      | Tschechoslowakei   | 4           |
| 11   | Eugéne Kracher       | Frankreich         | 4           |
| 14   | Tomo Šestak          | Jugoslawien        | 5           |
| 15   | Erich Fincsus        | Österreich         | 6           |
| 15   | Ernst Lehmann        | Schweiz            | 6           |
| 15   | Norman Morrell       | Großbritannien     | 6           |

### Runde 3
| Sieger               | Nation             | Art des Sieges          | Verlierer         | Nation           |
| -------------------- | ------------------ | ----------------------- | ----------------- | ---------------- |
| Yaşar Erkan          | Türkei             | Schultersieg            | Hideichi Yoshioka | Japan            |
| Einar Karlsson       | Schweden           | Punkteentscheidung, 3–0 | Henryk Slazak     | Polen            |
| Gyula Móri           | Ungarn             | Schultersieg            | František Janda   | Tschechoslowakei |
| Ion Horvath          | Rumänien           | Schultersieg            | Eugéne Kracher    | Frankreich       |
| Sebastian Hering     | Deutsches Reich    | Punkteentscheidung, 3–0 | Aarne Reini       | Finnland         |
| Krisjánis Kundsinsch | Lettland           | Schultersieg            | Nikolaos Biris    | Griechenland     |
| Valentino Borgia     | Königreich Italien | Freilos                 |                   |                  |

| Rang | Athlet               | Nation             | Minuspunkte |
| ---- | -------------------- | ------------------ | ----------- |
| 1    | Yaşar Erkan          | Türkei             | 0           |
| 2    | Sebastian Hering     | Deutsches Reich    | 1           |
| 3    | Valentino Borgia     | Königreich Italien | 2           |
| 3    | Einar Karlsson       | Schweden           | 2           |
| 5    | Krisjánis Kundsinsch | Lettland           | 3           |
| 5    | Gyula Móri           | Ungarn             | 3           |
| 5    | Henryk Slazak        | Polen              | 3           |
| 8    | Ion Horvath          | Rumänien           | 4           |
| 8    | Aarne Reini          | Finnland           | 4           |
| 10   | Nikolaos Biris       | Griechenland       | 6           |
| 10   | Hideichi Yoshioka    | Japan              | 6           |
| 12   | František Janda      | Tschechoslowakei   | 7           |
| 12   | Eugéne Kracher       | Frankreich         | 7           |

### Runde 4
| Sieger               | Nation          | Art des Sieges          | Verlierer        | Nation             |
| -------------------- | --------------- | ----------------------- | ---------------- | ------------------ |
| Yaşar Erkan          | Türkei          | Schultersieg            | Valentino Borgia | Königreich Italien |
| Einar Karlsson       | Schweden        | Schultersieg            | Gyula Móri       | Ungarn             |
| Sebastian Hering     | Deutsches Reich | Punkteentscheidung, 3–0 | Henryk Slazak    | Polen              |
| Aarne Reini          | Finnland        | Schultersieg            | Ion Horvath      | Rumänien           |
| Krisjánis Kundsinsch | Lettland        | Freilos                 |                  |                    |

| Rang | Athlet               | Nation             | Minuspunkte |
| ---- | -------------------- | ------------------ | ----------- |
| 1    | Yaşar Erkan          | Türkei             | 0           |
| 2    | Sebastian Hering     | Deutsches Reich    | 2           |
| 2    | Einar Karlsson       | Schweden           | 2           |
| 4    | Krisjánis Kundsinsch | Lettland           | 3           |
| 5    | Aarne Reini          | Finnland           | 4           |
| 6    | Valentino Borgia     | Königreich Italien | 5           |
| 7    | Gyula Móri           | Ungarn             | 6           |
| 7    | Henryk Slazak        | Polen              | 6           |
| 9    | Ion Horvath          | Rumänien           | 7           |

### Runde 5
| Sieger         | Nation   | Art des Sieges          | Verlierer            | Nation          |
| -------------- | -------- | ----------------------- | -------------------- | --------------- |
| Yaşar Erkan    | Türkei   | Punkteentscheidung, 3–0 | Krisjánis Kundsinsch | Lettland        |
| Einar Karlsson | Schweden | Punkteentscheidung, 3–0 | Sebastian Hering     | Deutsches Reich |
| Aarne Reini    | Finnland | Freilos                 |                      |                 |

| Rang | Athlet               | Nation          | Minuspunkte |
| ---- | -------------------- | --------------- | ----------- |
| 1    | Yaşar Erkan          | Türkei          | 1           |
| 2    | Einar Karlsson       | Schweden        | 3           |
| 3    | Aarne Reini          | Finnland        | 4           |
| 4    | Sebastian Hering     | Deutsches Reich | 5           |
| 5    | Krisjánis Kundsinsch | Lettland        | 6           |

### Runde 6
| Sieger         | Nation   | Art des Sieges | Verlierer   | Nation |
| -------------- | -------- | -------------- | ----------- | ------ |
| Aarne Reini    | Finnland | Schultersieg   | Yaşar Erkan | Türkei |
| Einar Karlsson | Schweden | Freilos        |             |        |

| Rang | Athlet         | Nation   | Minuspunkte |
| ---- | -------------- | -------- | ----------- |
| 1    | Einar Karlsson | Schweden | 3           |
| 2    | Yaşar Erkan    | Türkei   | 4           |
| 3    | Aarne Reini    | Finnland | 4           |

### Runde 7
| Sieger      | Nation   | Art des Sieges          | Verlierer      | Nation   |
| ----------- | -------- | ----------------------- | -------------- | -------- |
| Aarne Reini | Finnland | Punkteentscheidung, 2–1 | Einar Karlsson | Schweden |
| Yaşar Erkan | Türkei   | Freilos                 |                |          |

| Rang | Athlet         | Nation   | Minuspunkte |
| ---- | -------------- | -------- | ----------- |
| 1    | Yaşar Erkan    | Türkei   | 4           |
| 2    | Aarne Reini    | Finnland | 5           |
| 3    | Einar Karlsson | Schweden | 5           |